# Danh sách nước châu Âu theo GDP (PPP) năm 2006
Đây là bảng danh sách các quốc gia châu Âu sắp xếp theo tổng sản phẩm nội địa GDP, được tính bằng giá trị của tất cả sản phẩm và dịch vụ được sản xuất trong một quốc gia trong một năm, tính theo đô la quốc tế dựa vào chuyển đổi sức mua tương đương (PPP).
Danh sách này có số liệu năm 2006 của IMF. Đơn vị được tính là triệu USD.
| Hạng                     | Quốc gia                 | GDP (PPP)  |
| ------------------------ | ------------------------ | ---------- |
| 1                        | Đức                      | 2.605.373  |
| 2                        | Anh Quốc                 | 1.911.943  |
| 3                        | Pháp                     | 1.900.467  |
| 4                        | Ý                        | 1.726.869  |
| 5                        | Nga                      | 1.692.337  |
| 6                        | Tây Ban Nha              | 1.145.078  |
| 7                        | Thổ Nhĩ Kỳ               | 609.987    |
| 8                        | Ba Lan                   | 526.253    |
| 9                        | Hà Lan                   | 524.035    |
| 10                       | Ukraina                  | 364.084    |
| 11                       | Bỉ                       | 338.452    |
| 12                       | Áo                       | 286.767    |
| 13                       | Thụy Điển                | 283.802    |
| 14                       | Hy Lạp                   | 261.018    |
| 15                       | Thụy Sĩ                  | 246.245    |
| 16                       | Bồ Đào Nha               | 210.049    |
| 17                       | Na Uy                    | 205.613    |
| 18                       | România                  | 204.412    |
| 19                       | Cộng hòa Séc             | 198.931    |
| 20                       | Đan Mạch                 | 195.788    |
| 21                       | Hungary                  | 179.606    |
| 22                       | Ireland                  | 179.516    |
| 23                       | Phần Lan                 | 171.848    |
| 24                       | Slovakia                 | 93.288     |
| 25                       | Belarus                  | 79.837     |
| 26                       | Bulgaria                 | 76.696     |
| 27                       | Croatia                  | 57.983     |
| 28                       | Litva                    | 52.705     |
| 29                       | Serbia                   | 47.770     |
| 30                       | Slovenia                 | 46.384     |
| 31                       | Luxembourg               | 33.436     |
| 32                       | Latvia                   | 31.841     |
| 33                       | Bosna và Hercegovina     | 25.505     |
| 34                       | Estonia                  | 23.927     |
| 35                       | Síp                      | 18.563     |
| 36                       | Albania                  | 18.329     |
| 37                       | Republic of Macedonia    | 16.700     |
| 38                       | Iceland                  | 11.271     |
| 39                       | Moldova                  | 9.176      |
| 40                       | Malta                    | 8.103      |
| 41                       | Andorra*                 | 1.900      |
| 42                       | San Marino*              | 940        |
| 43                       | Monaco*                  | 870        |
| 44                       | Liechtenstein*           | 825        |
| Total 2005 GDP of Europe | Total 2005 GDP of Europe | 15.277.006 |